# キルキュバイヤルクロイストゥル
キルキュバイヤルクロイストゥル (氷語: Kirkjubæjarklaustur [ˈcʰɪrcjʏˌpaɪjarˌkʰlœɪstʏr]、「教会のある村の修道院」の意) はアイスランドの集落である。同国第一の幹線道路リングロード沿いにあり、ヴィークとヘプンの間に位置する。スカフタアゥルフレップル自治体 (Skaftárhreppur) 内で最大の集落だが、人口は約120人である。しばしば、単に「クロイストゥル」と呼ばれる。

## 位置
キルキュバイヤルクロイストゥルは、同程度の規模の他の集落に比べるとよく知られている。それは地理的に 200km 離れたヴィークとヘプンの間で、ガソリンスタンド、銀行、郵便局、スーパーマーケットといったサービスを利用できるのがここだけだからである。周辺に観光資源に恵まれることからも知名度がある。首都のレイキャヴィークから多くの人びとが、キルキュバイヤルクロイストゥル近くの湖のほとりに週末を過ごしに訪れる。また観光客だけでなく、周囲の住民にとっても重要な社会サービス拠点となっている。

## 観光資源

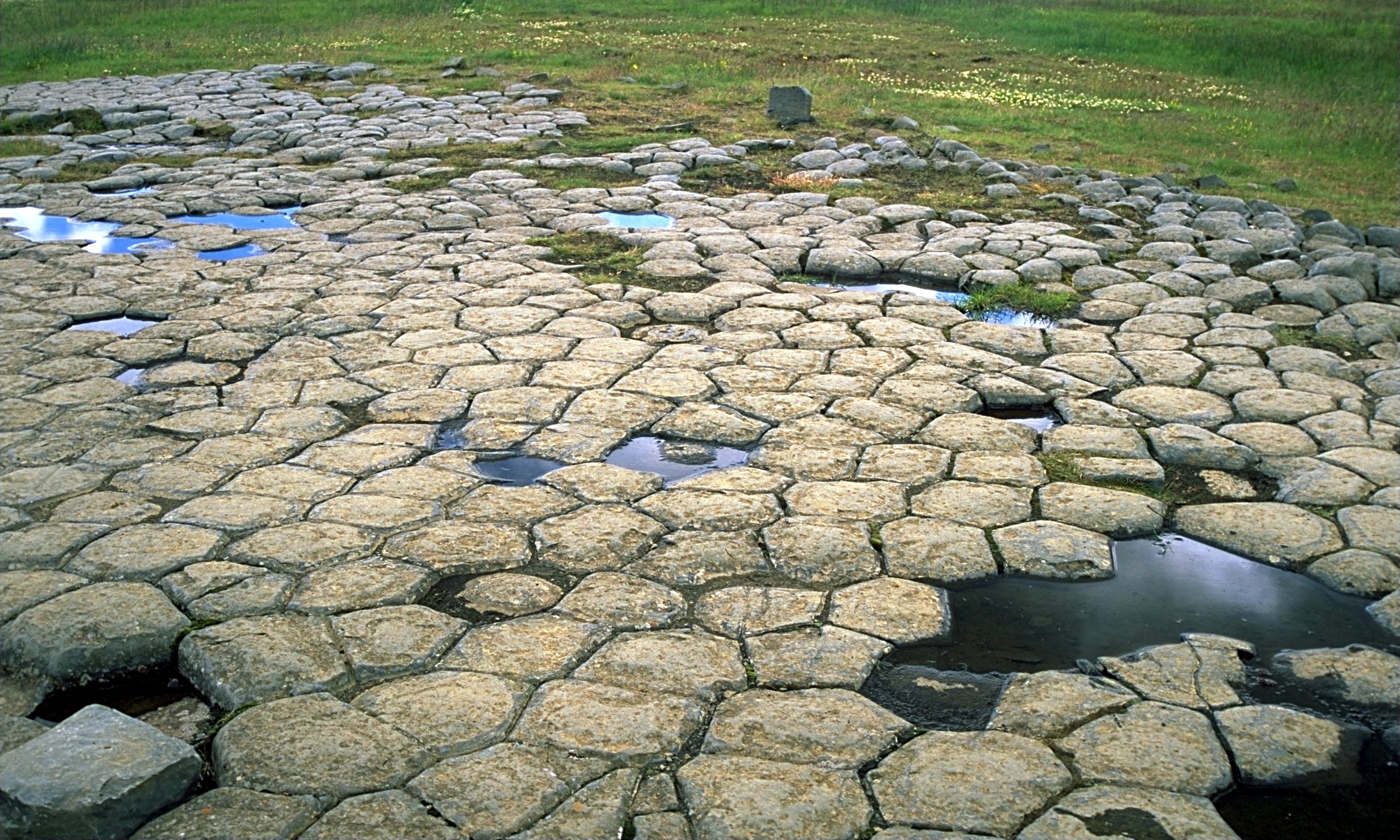
キルキュゴゥルフ (2001年7月)。

集落の近辺にはラキ火山、エルトギャゥ、スカフタフェットル国立公園などがある。集落の近くにはキルキュゴゥルフ (Kirkjugólf、「教会の床」の意) と呼ばれる、タイルを敷き詰めたような形状の玄武岩からなる地形がある。タイルに見える部分は地中深く伸びる柱状構造の上端だが、外観上は教会の床のように見えることからこの名がある。この構造はアイルランドのジャイアンツ・コーズウェーと同様である。

## 気候
| キルキュバイヤルクロイストゥルの気候 | キルキュバイヤルクロイストゥルの気候 | キルキュバイヤルクロイストゥルの気候 | キルキュバイヤルクロイストゥルの気候 | キルキュバイヤルクロイストゥルの気候 | キルキュバイヤルクロイストゥルの気候 | キルキュバイヤルクロイストゥルの気候 | キルキュバイヤルクロイストゥルの気候 | キルキュバイヤルクロイストゥルの気候 | キルキュバイヤルクロイストゥルの気候 | キルキュバイヤルクロイストゥルの気候 | キルキュバイヤルクロイストゥルの気候 | キルキュバイヤルクロイストゥルの気候 | キルキュバイヤルクロイストゥルの気候 |
| 月                                   | 1月                                  | 2月                                  | 3月                                  | 4月                                  | 5月                                  | 6月                                  | 7月                                  | 8月                                  | 9月                                  | 10月                                 | 11月                                 | 12月                                 | 年                                   |
| ------------------------------------ | ------------------------------------ | ------------------------------------ | ------------------------------------ | ------------------------------------ | ------------------------------------ | ------------------------------------ | ------------------------------------ | ------------------------------------ | ------------------------------------ | ------------------------------------ | ------------------------------------ | ------------------------------------ | ------------------------------------ |
| 平均最高気温 °C （°F）               | 1 (33)                               | 2 (36)                               | 4 (39)                               | 5 (41)                               | 9 (49)                               | 13 (55)                              | 14 (58)                              | 13 (56)                              | 11 (52)                              | 7 (44)                               | 4 (40)                               | 1 (34)                               | 7 (44.8)                             |
| 平均最低気温 °C （°F）               | −3 (26)                              | −2 (28)                              | −2 (29)                              | 0 (32)                               | 3 (38)                               | 7 (44)                               | 8 (47)                               | 8 (46)                               | 6 (42)                               | 2 (36)                               | 1 (33)                               | −2 (28)                              | 2.2 (35.8)                           |
| 降水量 mm （inch）                   | 150 (5.9)                            | 109 (4.3)                            | 130 (5.1)                            | 104 (4.1)                            | 100 (4)                              | 130 (5)                              | 124 (4.9)                            | 165 (6.5)                            | 180 (7)                              | 183 (7.2)                            | 170 (6.7)                            | 170 (6.7)                            | 1,715 (67.4)                         |
| 出典：Weatherbase                    |                                      |                                      |                                      |                                      |                                      |                                      |                                      |                                      |                                      |                                      |                                      |                                      |                                      |

## 歴史

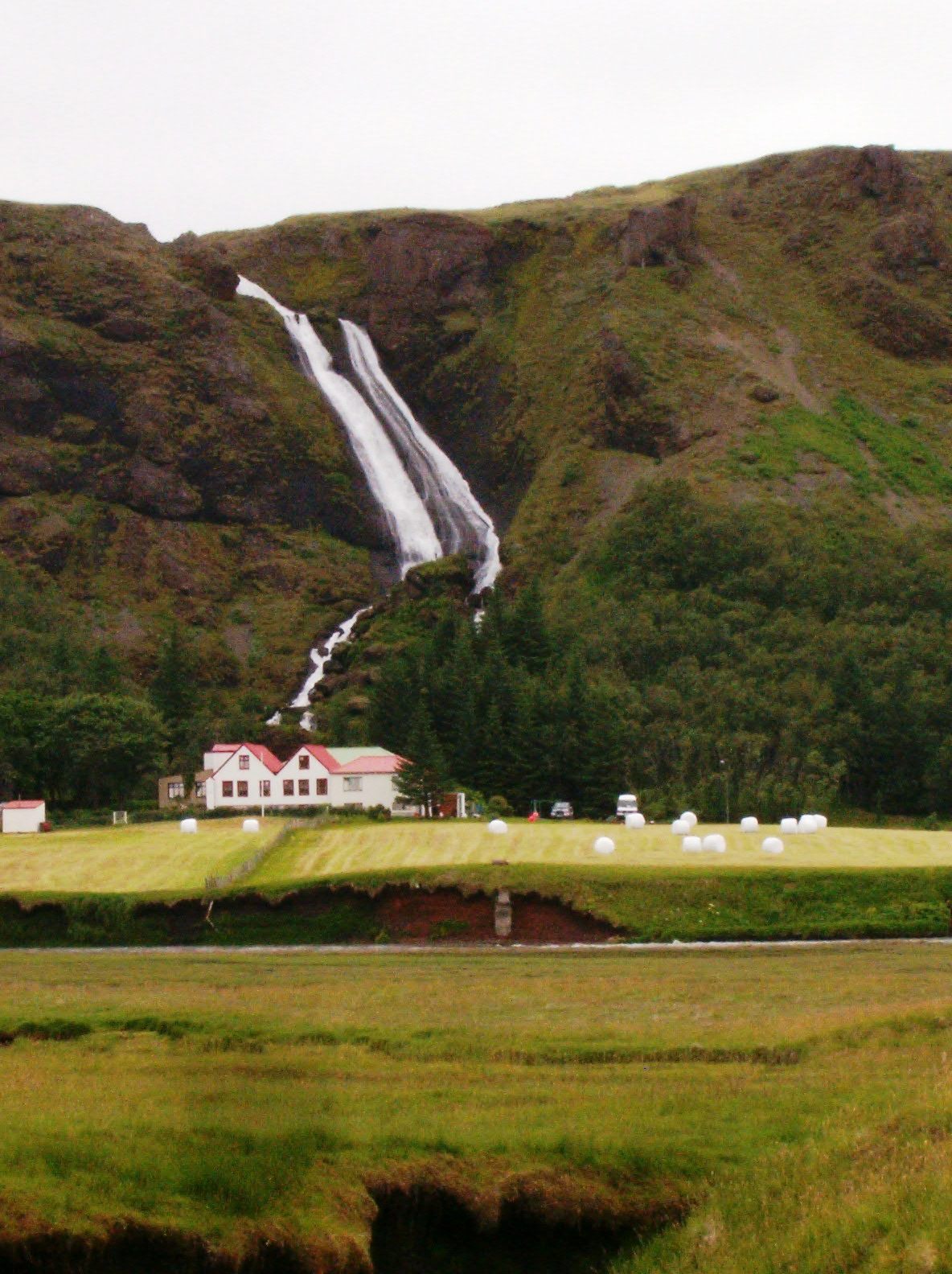
シストラフォス (2005年7月)。

ノルウェー人の入植が始まる前から、キルキュバイヤルクロイストゥル周辺には、アイルランドの僧が住んでいたと考えられている。1186年にベネディクト会の女子修道院 (キルキュバイヤル修道院 Kirkjubæjar Abbey) がキルキュバイヤルクロイストゥルに置かれ、1550年の宗教改革まで存続していた。集落から登った高地にあるシストラフォス滝 (Systrafoss) およびシストラヴァトン湖 (Systravatn) の名前（に含まれているシストラ Systra、英語の sister に相当）は、この修道院（修道女）に由来している。

### 逸話
シストラスタピ (Systrastapi, sister's rock) と呼ばれる岩には、火刑に処せられた二人の修道女が葬られている。一人は悪魔に魂を売り、聖体を教会から持ち出し、複数の男性と性交渉を持ったとして告発され、もう一人はローマ教皇を冒涜する言動を行ったとして断罪された。宗教改革ののち、後者は名誉が回復された。彼女の墓碑には花が咲いたとされるが、前者は罪人のままである。
またシストラヴァトンにも同じ修道院にまつわる話が伝わっている。修道女たちはこの湖で水浴びをする習慣であったが、あるとき湖の中から、黄金の指輪を付けた手が伸びているのを二人の修道女が見た。指輪を奪おうとしたその二人は湖に引き込まれて溺死したとされる。
アイスランド内では、キルキュバイヤルクロイストゥルは、1783年に集落の近くでラキ火山の爆発があったことで知られている。そこの教会の牧師 (pastor) でヴェストゥル・スカフタフェルスシスラ (Vestur-Skaftafellssýsla) の司祭 (dean) でもあったヨゥン・ステイングリムソン (Jón Steingrímsson, 1728 – 1791) による、現在「火の説法」(eldmessu, 炎の祈り、などとも。英語では Fire Sermon に相当) と呼ばれる出来事が1783年7月20日にあった。彼の説法が溶岩流を止め、集落が火に飲み込まれるのを間一髪で救ったと伝えられている。集落に現在ある教会は、ステイングリムソン師を記念して1974年に建築されたものである。